# Vik Sahay
Vikram Sahay (hay là Vik Sahay) là nam diễn viên người Canada gốc Ấn Độ. Anh được biết đến qua các vai như Kevin Calvin trong Radio Active, Lester Patel trong sê-ri Chuck và Rama trong Roxy Hunter.

## Thời thơ ấu
Vik Sahay sinh ra tại Ottawa, Ontario, Canada, cha mẹ anh là người Ấn Độ. Anh theo học trường cấp III nghệ thuật Canterbury ở Ottawa. Sau đó anh học khoa Sấn khấu ở Đại học Concordia (Montreal).

## Sự nghiệp
Sahay từng xuất hiện trong các phim như: Roxy Hunter and the Mystery of the Moody Ghost, Good Will Hunting, eXistenZ, Hollow Point, Rainbow, The Ride, Wings of Hope, The Rocker, Amal và Afghan Luke. Anh cũng vào vai Lester Patel trong sê-ri truyền hình Chuck. Năm 2016, Sahay đóng một vai khách mời trong sê-ri làm lại của The X-Files.